# Gaudonville
Gaudonville település Franciaországban, Gers megyében. Lakosainak száma 106 fő (2022. január 1.). Gaudonville Avezan, Castéron, Mauroux, Pessoulens és Tournecoupe községekkel határos.

## Népesség
A település népességének változása:
| Lakosok száma | 155  | 132  | 122  | 101  | 115  | 111  | 111  | 112  | 110  | 106  |
|               | 1968 | 1982 | 1990 | 2006 | 2013 | 2015 | 2017 | 2019 | 2020 | 2022 |